# Georges d'Adlersparre
Pour les articles homonymes, voir Adlersparre.
Georges, comte d'Adlersparre est un officier suédois né le 28 mars 1760 à Hovermo (sv), dans la province du Jämtland, et mort le 23 septembre 1835 à Gustafsrik.
Il jouit de la confiance de Gustave III. Il quitte l'armée après la mort du roi et publie avec Léopold Silverstolpe une journal littéraire. Il reprend un commandement lorsque la Suède est attaquée par la Russie et par le Danemark en 1809. Puis il entra dans la conspiration contre Gustave IV, et fut un des principaux auteurs de la révolution qui renversa ce prince du trône (1809).
Il eut d'abord un grand crédit à la cour de Charles XIII, mais il fut ensuite disgracié et vécut depuis dans la retraite.